# Janez Drevenšek
Janez Drevenšek, slovenski uradnik, * ?.
Bil je direktor Uprave za obrambo Maribor.

## Odlikovanja in nagrade
Leta 2001 je prejel častni znak svobode Republike Slovenije z naslednjo utemeljitvijo: »ob deseti obletnici osamosvojitve za zasluge pri obrambi svobode in uveljavljanju suverenosti Republike Slovenije«.